# Leioproctus perfasciatus
Leioproctus perfasciatus är en biart som först beskrevs av Cockerell 1906.  Leioproctus perfasciatus ingår i släktet Leioproctus och familjen korttungebin. Inga underarter finns listade i Catalogue of Life.

## Bildgalleri

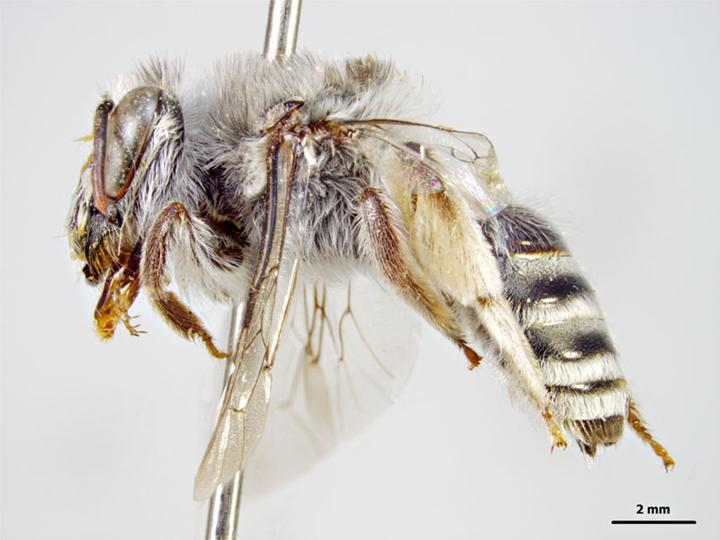
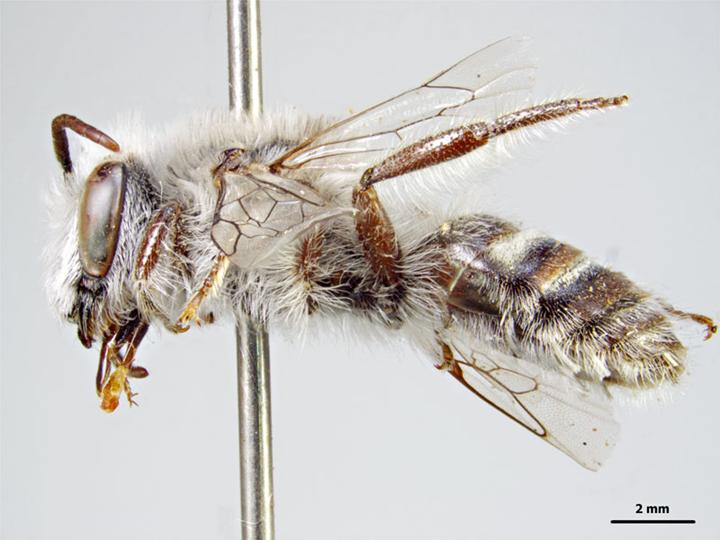